# İbrahim Zengin
İbrahim Zengin (* 1931 in Amasya; † 10. Juli 2013 in Turhal, Türkei) war ein türkischer Ringer. Er war Silbermedaillengewinner bei den Olympischen Spielen 1956 in Melbourne.

## Werdegang
İbrahim Zengin stammte aus Amasya und begann dort als Jugendlicher mit dem türkischen Nationalsport Öl-Ringkampf. Später wandte er sich auch dem olympischen Ringen zu und entwickelte sich zu einem hervorragenden Freistilringer im Leicht- und Weltergewicht. Großen Anteil daran hatten auch die Nationaltrainer Nuri Boytorun und Yaşar Doğu.
1951 wurde er bei der Weltmeisterschaft in Helsinki erstmals bei einer internationalen Meisterschaft eingesetzt. Er rang im Leichtgewicht, freier Stil und belegte den 3. Platz. Besiegt wurde er von Garibaldo Nizzola aus Italien und Olle Anderberg aus Schweden.
Für die Olympischen Spiele 1952 konnte er sich nicht qualifizieren. Dies gelang ihm aber 1956. In Melbourne startete er im Weltergewicht und gewann dort die Silbermedaille. Im Finale wurde er von Mitsuo Ikeda aus Japan nach Punkten besiegt.
Angesichts der enorm starken Konkurrenz und der breiten Spitzenklasse, die in den 1950er Jahren in der Türkei vorhanden war, kam Zengin zu keinen weiteren Einsätzen bei internationalen Meisterschaften. Ende der 1950er Jahre beendete er seine aktive Ringerlaufbahn und wurde Trainer in Tokat.

## Internationale Erfolge
(OS = Olympische Spiele, WM = Weltmeisterschaft, F = Freistil, Le = Leichtgewicht, We = Weltergewicht, Mi = Mittelgewicht, damals bis 67 kg, 73 kg bzw. 79 kg Körpergewicht)
- 1951, 3. Platz, WM in Helsinki, F, Le, mit Siegen über Egil Solsvik, Norwegen, Daniel Gillieron, Schweiz und Sulo Leppänen, Finnland und Niederlagen gegen Garibaldo Nizzola, Italien und Olle Anderberg, Schweden;
- 1956, Silbermedaille, OS in Melbourne, F, We, mit Siegen über Ernst Wandaller, Österreich, Noel Granger, Australien, William Fischer, USA und Wachtang Balawadse, Sowjetunion und einer Niederlage gegen Mitsuo Ikeda, Japan;
- 1957, 1. Platz, „Adria“-Cup in Opatija, F, Mi, vor Körbl, Ungarn und Sidorowics, Polen

## Länderkämpfe
- 1953, Schweden gegen Türkei, F, We, Punktsieg über Per Berlin,
- 1954, Schweiz gegen Türkei, F, We, Schultersieg über Reinhold Bettschen,
- 1954, Schweiz gegen Türkei, F, Mi, Punktsieg über Felix Neuhaus,
- 1956, Ungarn gegen Türkei, F, We, Schultersieg über Laszlo